# Хапоель (Хадера)
«Хапоель» (Хадера) (івр. מועדון כדורגל הפועל חדרה–גבעת אולגה) — ізраїльський футбольний клуб з Хадери. 

## Історія
Клуб був заснований на початку 1930-х рокі. і в останні роки британського мандата клуб увійшов у ІФА, проте через ізраїльську війну за Незалежність клуб був розформований.
Після проголошення ізраїльської декларації Незалежності клуб був переформований і увійшов до другого ізраїльського дивізіону. Клуб вийшов у Лігу Алеф, вищий дивізіон країни, в 1954 році, однак вилетів з нього в кінці свого першого сезону у вищому дивізіоні. 
Клуб повинен був чекати до 1970 року, коли вдруге вийшли до елітного дивізіону. Вони ледве уникли вильоту в сезоні 1970/71 сезон, фінішувавши вище Маккабі (Петах-Тікви) за різницею м'ячів. Однак таки вилетіли на наступний сезон після закінчення чемпіонату на останньому місці. В цей раз вони повернулись одразу ж і фінішували 13-ми в сезоні 1973/74, на одну позицію  вище зони вильоту.
Хоча у наступному сезоні 1974/75 клуб закінчив на найвищому місці в історії, сьомому, вони вилетіли в наступному сезоні. Цього разу клуб також з першої спроби повернувся у вищий дивізіон, де пограв кілька сезонів, але вилетів ще раз в 1979 році, ознаменувавши свій останній виступ у вищому дивізіоні.
У 1986 і 1989 роках клуб виграв Кубок Тото у другому дивізіоні. У 1994 році у клубу було знято 12 очок після того як він був визнаний винним в організації договірних матчів в грі проти клубу «Хакоах» (Рамат-Ган). В 1997 році клуб вилетів до третього дивізіону, , 1999 року — до четвертого, а 2003 року — до п'ятого.
У 2006 році, всі футбольні клуби з Хадери злилися в один клуб під назвою Хапоель Іроні Еран Хадера, і в кінці сезону 2007/08 клуб виграв Південний дивізіон Ліги Бет і вийшов у Лігу Алеф, що був тоді четвертим дивізіоном країни.
У сезоні 2009/10 клуб боровся за вихід у Лігу Леуміт і 70 % сезону був на 1-му місці, але в підсумку стали лише третіми. У наступному сезоні 2010/11 у клубу почались фінансові проблеми і  чемпіонат вони закінчили на 8-му місці.
Сезон 2011/12 був один з найгірших сезонів клубу, який вони закінчили на 14-му місці і лише після перемоги в плей-оф проти Іхуд Бней-Максур з Ліги Бет клуб зберіг прописку в третьому дивізіоні. Згодом ситуація трохи покращилась і клуб наступні два сезони закінчив на 7 місці, а третій на дев'ятому.
У сезоні 2016/17 команда виграла свій дивізіон Ліги Алеф і вийшла до другого дивізіону Ізраїлю вперше за останні 20 років.